# Église Saint-Nicolas de Sakule
Pour les articles homonymes, voir Église Saint-Nicolas.
L'église Saint-Nicolas de Sakule (en serbe cyrillique : Српска Православна црква Светог Николе у Сакулама ; en serbe latin : Srpska Pravoslavna crkva Svetog Nikole u Sakulama) est une église orthodoxe serbe située à Sakule, dans la province autonome de Voïvodine, dans la municipalité d'Opovo et dans le district du Banat méridional en Serbie. Elle est inscrite sur la liste des monuments culturels de grande importance de la république de Serbie (identifiant no SK 1448).

## Présentation
L'église a été construite entre 1844 et 1846 dans un style néo-classique ou, selon le site de l'éparchie du Banat, dans un style néo-baroque. Elle est dotée d'une nef unique. Les fenêtres des façades nord et sud sont encastrées dans des niches demi-circulaires. Le portail de la façade occidental est encadré par deux niches aveugles.
L'iconostase a été peinte par Konstantin Pantelić en 1856–1857,. L'église abrite aussi des icônes des XVIIIe et XIXe siècles et un Évangile imprimé en Russie en 1760.